# Martin Konings
Martinus Johannes (Martin) Konings ('s-Hertogenbosch, 15 maart 1929 – Maastricht, 28 juli 2020) was een Nederlands politicus voor de PvdA. Namens zijn partij was hij onderwijswoordvoerder in de Tweede Kamer der Staten-Generaal. Voor hij de politiek in ging was hij leraar elektrotechniek in het beroepsonderwijs.

## Loopbaan
Konings volgde een opleiding aan de Lagere Technische School te Maastricht, vervolgd door een opleiding aan de Openbare Lagere Technische School te 's-Hertogenbosch. Aan de Hogere Technische School te Heerlen volgde Konings een opleiding van 1954 tot 1956, wat hij voortzette in een lerarenopleiding voor het nijverheidsonderwijs. Tussen zijn opleidingen door werkte Konings als monteur bij verschillende bedrijven.
Vanaf 1959, na afronding van zijn lerarenopleiding, ging hij werken bij de Lagere Technische School als leraar. Dit deed hij twee jaar, waarna hij zijn werk voortzette als leraar elektrotechniek aan de Middelbare Technische School, wat hij deed tot 1973. Hij vervolgde zijn carrière als docent aan de Lerarenopleiding voor het Nijverheidsonderwijs.
Hierna beëindigde hij zijn schoolcarrière en werd hij fulltime-politicus. Begin jaren zeventig was hij voorzitter van de Limburgse afdeling van de Partij van de Arbeid. Van 1973 tot 1986 was hij voor deze partij lid van de Tweede Kamer. Konings was als onderwijswoordvoerder met wisselend succes betrokken bij initiatiefwetgeving op onderwijsgebied. Een succes was zijn voorstel om het mavo-onderwijs integraal vierjarig te maken. Volgens Wiel Friedrichs, oud-voorzitter van FNV Limburg, heeft Konings met zijn moties bijgedragen aan de groei van de jonge Universiteit Maastricht, de bouw van een nieuw academisch ziekenhuis in Maastricht en de totstandkoming van het MECC Maastricht. Hij hield zich verder bezig met milieuwetgeving en visserij-aangelegenheden. Als kernwapenpacifist stemde hij consequent tegen alle begrotingsvoorstellen die verband hielden met dat onderwerp.
Konings overleed op 91-jarige leeftijd in zijn woonplaats Maastricht.
- Parlement.com: vg09lleznkxn